# Żurawno
Żurawno (ukr. Журавно) – osiedle typu miejskiego na Ukrainie, w obwodzie lwowskim, rejonie stryjskim (do 17 lipca 2020 r. w rejonie żydaczowskim), nad Dniestrem.
Stacja kolejowa Żurawno, położona na linii Lwów – Czerniowce znajduje się około 11 km na północny wschód od wsi.

## Położenie
Żurawno leży na prawym brzegu Dniestru, u ujścia Świcy i Krechówki, około 20 km na południowy wschód od Żydaczowa.

## Historia
Pierwsze wzmianki z 1435. Prawa miejskie w 1563. W kolejnych latach był własnością Chodorowskich, żurawińskich Rejów, Żółkiewskich, Sapiehów, Leszczyńskich, Szaniawskich, Poniatowskich, Tyszkiewiczów, Czartoryskich. Znany z obrony polskiej dwudziestotysięcznej armii dowodzonej przez króla Jana III Sobieskiego przed stutysięczną armią turecką i czterdziestotysięczną tatarską podczas tzw. „żurawińskich bojów” (25 września – 14 października 1676), zakończonych rozejmem w Żurawnie.
W okresie II Rzeczypospolitej miasto było siedzibą gminy Żurawno w powiecie żydaczowskim, w województwie stanisławowskim. Znane było z pokładów i wyrobów alabastrowych, a współwłaścicielem dóbr Żurawno był Kazimierz Jerzy Czartoryski, który 24 maja 1936 poniósł śmierć w wypadku drogowym nieopodal miejscowości.
1 kwietnia 1927 do Żurawna włączono Pobereże.
W 1937 na cmentarzu w Żurawnie odsłonięto pomnik upamiętniający poległych w walkach o niepodległość Polski z lat 1863 i 1919 (przewodniczącym komitetu budowy był burmistrz Niepokulczycki, a projektantem monumentu rzeźbiarz Glet).
W latach 1943–1944 nacjonaliści ukraińscy z OUN-UPA zamordowali tutaj 10 Polaków oraz 1 Ukraińca za odmowę wstąpienia do UPA. W latach 1940–1941 i 1944–1959 siedziba rejonu żurawieńskiego.

## Zabudowania
- Zamek w Żurawnie – w XVI w. za panowania Żurawińskich herbu Korczak w Żurawnie był murowany obronny zameczek, po którym jeszcze w 1939 r. widać było ślady w postaci kamiennych głazów, naiwnych figur wykutych w piaskowcu, fragmentów kolumn, podziemnych korytarzy i piwnic zwieńczonych sklepieniami[9].
- Pałac w Żurawnie – pierwszy, piętrowy pałac został wybudowany na początku XIX w. przez Tomasza Żebrowskiego. Obiekt powstały obok miejsca, w którym stał obronny zamek, spalił się w 1904 r. Po tym fakcie sto metrów za pałacem przy Dniestrze w latach 1904–1908 wybudowano dla Antoniego Skrzyńskiego[10] nową rezydencję w formie pałacu w neorenesansowym stylu francuskim, według projektu Władysława Sadłowskiego. Wystrój rzeźbiarski wnętrz był autorstwa Piotra Harasimowicza. W pałacu znajdowała się cenna biblioteka, zniszczona w roku 1939. W okresie przedwojennym pałac był własnością rodziny Czartoryskich[9].
- Pod koniec 1938 poświęcono wybudowany Dom Ludowy TSL im. wojewody generała Stefana Pasławskiego[11].